# Ponoćni ekspres (1978.)
Ponoćni ekspres (eng. Midnight Express) je američko-britanski film iz 1978. godine kojeg je režirao Alan Parker, a producirao David Puttnam. Snimljen je na temelju istoimene knjige autora Billyja Hayesa objavljene 1977. godine za koji je scenarij adaptirao priznati holivudski redatelj Oliver Stone. U filmu su glavne uloge ostvarili Brad Davis, Irene Miracle, Bo Hopkins, Paolo Bonacelli, Paul L. Smith, Randy Quaid, Norbert Weisser, Peter Jeffrey i John Hurt. 
U filmu mladi američki student Hayes završi u strogom turskom zatvoru nakon što ga na granici uhite zbog pokušaja švercanja hašiša. Film i knjiga se dosta razlikuju, pogotovo u portretu Turaka zbog čega su mnogi kritizirali filmsku verziju uključujući i samog Billyja Hayesa. Kasnije su i Stone i Hayes izrazili svoje žaljenje zbog načina na koji su Turci prikazani u filmu. Naslov filma zatvorski je izraz za pokušaj bijega. 

## Radnja
Dana 6. listopada 1970. godine na odmoru u Istanbulu (Turska) američki student Billy Hayes na svoja prsa lijepi dva kilograma hašiša. Tijekom ukrcavanja na zrakoplov koji bi ga trebao odvesti kući u SAD sa svojom djevojkom Susan, Billyja uhiti turska policija. Pretraže ga, fotografiraju i ispituju. Nakon nekog vremena dolazi tajanstveni Amerikanac (čije ime nikad ne saznamo, ali koji ima nadimak "Tex" zbog svog snažnog teksaškog naglaska) koji Billyja odvodi u policijsku stanicu i služi kao prevoditelj tijekom ispitivanja. Billy uskoro priznaje da je hašiš kupio od taksista te im nudi pomoć njegovog pronalaska u zamjenu za svoje puštanje. Svi zajedno odlaze na obližnju tržnicu na kojoj Billy pokazuje na taksista, ali kada ga policija ode uhititi Billy iskorištava priliku i pokušava pobjeći. Nakon potjere Amerkianac ga ulovi uz prijetnju pištolja i govori mu da nešto slično više ne pokušava.
Tijekom prve noći u zatvoru, Billyju je hladno pa se iskrada iz svoje ćelije i krade deku kojom će se pokriti. Kasnije iste večeri grubo ga izvuče iz kreveta i brutalno pretuče voditelj zatvora Hamidou. Nakon nekoliko dana Billy se budi u zatvoru Sağmalcılar okružen drugim zapadnjačkim zatvorenicima - Jimmyjem (Amerikancem koji je u zatvor došao nakon što je pokušao ukrasti dva svijećnjaka iz džamije) i Erichom (Šveđaninom koji se u zatvoru također nalazi zbog droge). Obojica mu u početku pomažu, a Jimmy mu govori da je zatvor opasno mjesto za strance kao što su oni i da se nikome ne može vjerovati, čak niti maloj djeci. Kasnije se Billy upozna s Maxom, engleskim zatvorenikom koji je ovisnik o heroinu.
U prvih nekoliko tjedana svog zatočeništva Billy pokušava osigurati svoje puštanje kroz turski pravosudni sistem. Na savjet Maxa, on unajmi turskog odvjetnika Yesila koji ima pozitivnu reputaciju zbog toga što je uspješno oslobodio drugog zatvorenika koji je uhićen zbog velike količine hašiša. U međuvremenu Billyjev otac dolazi iz SAD-a. U turskoj sudnici Billy i njegov otac potpuno su izgubljeni, jer ne razumiju jezik, a turski državni tužitelj drži energični govor. Kada njih dvojica zapitaju svog odvjetnika za prijevod, Yesil ih uvjerava da su sve samo tehnikalije i da se ne trebaju brinuti, jer se Billy sviđa sucu. Sudac se vraća s presudom od četiri godine zatvora, ljuteći državnog tužitelja, ali i rastužujući Billyja i njegovog oca. Yesil ih uvjerava da je to odlična presuda i da je državni tužitelj tražio doživotni zatvor zbog švercanja droge. Billy se nakon toga vraća u zatvor, a otac upozorava voditelja zatvora Hamidoua da mu pazi na sina inače će mu "odrubiti glavu".
Tijekom nekoliko sljedećih godina Billy se privikava na život u zatvoru. Započinje blisko prijateljstvo s Erichom koji je homoseksualac i koji želi konzumirati njihov odnos, ali Billy ga odbija; nedugo potom Erich je pušten iz zatvora. Billy se zapravo poprilično navikao na zatvorski život upuštajući se u dugačke razgovore s Maxom, pušeći jeftine i odvratne droge koje po zatvoru prodaje doušnik Rifki i brojeći dane do svog puštanja na slobodu. Osamnaest mjeseci prije puštanja na slobodu, Jimmy pokušava nagovoriti Maxa i Billyja da mu pomognu u njegovom planu bijega. Billy odbija, jer smatra da će ga turski pravosudni sistem osloboditi. Jimmy sam pokušava pobjeći, ali biva uhvaćen na djelu i pretučen gotovo do smrti.
Godine 1974., 53 dana prije isteka originalne kazne, Visoki turski sud u Ankari mijenja Billyjevu presudu i osuđuje ga na minimalno 30 godina zatvora za njegov zločin. Želeći pobjeći, Billy i Max se pridruže Jimmyju u njegovom novom planu bijega kroz kanalizaciju. Međutim, put kojim su pošli je blokiran od strane čuvara. Nakon što je otkrio rupu u zidu koju je ovaj trojac napravio za bijeg, Rifki o svemu obavještava Hamidoua koji odvodi Jimmyja. Billyjevo stanje se pogoršava i svakog dana sve više naliči paklu: uslijedit će užasavajuće scene fizičkog i mentalnog zlostavljanja koje će kulminirati Billyjevim slomom živaca uz pokušaj ubojstva Rifkija (odgrize mu jezik). Nakon sloma, Billy je poslan u dio zatvora gdje se drže mentalno oboljele osobe, a svoje dane provodi lutajući s ostalim bolesnim pacijentima/zatvorenicima. Uskoro upoznaje Ahmeta koji mu govori da je filozof sa Sveučilišta u Oxfordu i koji se s njim upušta u razgovore, premda Billy ništa zapravo ne priča.
Godine 1975. Susan dolazi posjetiti Billyja i užasno se osjeća kad vidi u kakvom je ovaj stanju. On je preklinje da joj pokaže grudi koje nije vidio godinama; ona to i učini, a on započne masturbirati pred njom. Govori mu da mora pobjeći, jer će u protivnom umrijeti u zatvoru te mu ostavlja album sa skrivenim novcem za kojeg se nada da će Billyju koristiti prilikom bijega. Njezin posjet pozitivno utječe na Billyja koji uskoro ponovno počne normalno funkcionirati, premda se još uvijek nalazi u odjelu za mentalno oboljele. Oprašta se s Maxom i govori mu da ne umre, već da ga pričeka, jer će se on vratiti po njega. Billy pokušava podmititi Hamidoua da ga pusti iz odjela za mentalno oboljele, ali umjesto toga Hamidou odvede prestravljenog Billyja do odjela za čuvare i počne ga tući. Kada Hamidou skine opasač i hlače, Billy shvaća da ga želi silovati te snažno krene na Hamidoua koji gubi ravnotežu i udara glavom uza zid (na malu vješalicu za kapute) i umre na licu mjesta. Billy mu se približava i uzme pištolj. Iskorištava priliku i oblači njegovu uniformu te izlazi kroz glavna vrata zatvora, napokon slobodan. U epilogu filma koji slijedi vidimo da je dana 4. listopada 1975. Billy uspješno prešao granicu i ušao u Grčku te nekoliko tjedana kasnije stigao na Kennedyjev aerodrom u SAD. Tijekom odjavne špice izmjenjuju se crno-bijele fotografije koje prikazuju emotivne susrete Billyja sa svojom obitelji i Susan nakon povratka u Ameriku.

## Glumačka postava
- Brad Davis kao Billy Hayes
- Irene Miracle kao Susan
- Bo Hopkins kao "Tex"
- Paolo Bonacelli kao Rifki
- Paul L. Smith kao Hamidou
- Randy Quaid kao Jimmy Booth
- Norbert Weisser kao Erich
- John Hurt kao Max
- Kevork Malikyan kao državni tužitelj
- Yashaw Adem kao upravitelj zrakoplovne policije
- Mike Kellin kao gospodin Hayes
- Franco Diogene kao Yesil
- Michael Ensign kao Stanley Daniels
- Gigi Ballista kao sudac
- Peter Jeffrey kao Ahmet

## Produkcija
Premda se radnja priče odvija uglavnom u Turskoj, film je zapravo gotovo u cijelosti snimljen u Valletti (Malta), nakon što je zahtjev za snimanjem u Istanbulu odbijen. U odjavnoj špici filma piše: "Film je u cijelosti snimljen na lokaciji u Malti te u studijima EMI". 
Prilog o snimanju filma naziva I'm Healthy, I'm Alive, and I'm Free snimljen je 1977. godine.

## Različitosti filma i knjige
- U filmu se Billy Hayes u Turskoj nalazi skupa sa svojom djevojkom u trenutku uhićenja, dok je u stvarnosti bio sam.
- Scena pokušaja silovanja je izmišljena; Billy nikad nije tvrdio da je bio žrtva bilo kakvog seksualnog napastovanja od strane turskih čuvara zatvora. Priznao je da se nalazio u seksualnim odnosima dok je bio u zatvoru, premda u filmu on odbija seksualno zadovoljiti jednog od zatvorenika.
- Scena u kojoj Billy pokušava pobjeći od turske policije, ali ga uhvati Amerikanac "Tex" zapravo se nije dogodila; "Tex" je bio stvarna osoba koju je Billy upoznao nakon svog uhićenja koji je zbilja na njega povukao pištolj, ali to se dogodilo kada su se vozili u policijskom automobilu od aerodroma do policijske stanice nakon što je Billy pokušao pobjeći iz automobila dok su čekali crveno svjetlo na semaforu. U knjizi je napisano da je Tex odvezao Billyja do policijske stanice i da ga ovaj nakon toga više nikad nije vidio. Turski policajac zapravo je prevodio s jezika na jezik tijekom Billyjeva ispitivanja.
- Premda je Billy zbilja proveo sedamnaest dana u odjelu za mentalno oboljele zatvorenike 1972. godine, tamo nije završio zbog toga što je nekome odgrizao jezik (što se nikad nije dogodilo), a zbog čega na tom odjelu zapravo i završi kako je opisano u filmu.
- Na kraju knjige Hayes je prebačen u drugi zatvor koji se nalazio na otoku odakle je Billy i pobjegao, otplivavši preko jezera te otišavši pješice i uz pomoć autobusa do Istanbula te u konačnici prešavši granicu s Grčkom.[4] U filmu taj je dio zamijenjen s njegovim ubijanjem zatvorskog čuvara koji ga se sprema silovati. U stvarnosti, Hamidou (voditelj zatvora) ubijen je 1973. godine od strane bivšeg zatvorenika koji ga je vidio kako pije čaj u jednom kafiću; upucao ga je osam puta.

## Kritike
Film Ponoćni ekspres pobrao je hvalospjeve kritičara i publike. Na popularnoj internetskoj stranici Rotten Tomatoes film ima 95% pozitivnih ocjena temeljenih na 20 zaprimljenih kritika.
Negativne kritike uglavnom se fokusiraju na nevjerodostojan portret Turaka. U knjizi Turkish Reflections autorice Mary Lee Settle objavljene 1991. godine piše: "Turci koje sam vidjela u filmovima Lawrence od Arabije i Ponoćni ekspres su poput karikatura iz crtića kada ih uspoređujem s ljudima koje sam znala i među kojima sam živjela tijekom tri najsretnije godine svoga života." Časopis When the Lights Go Down također je kritizirao film: "Ovo je priča koja se mogla dogoditi u bilo kojoj državi svijeta, ali ako je Billy Hayes namjerno planirao biti uhićen kako bi komercijalno profitirao koje je mjesto bolje od turskog zatvora? Tko uopće želi braniti Turke?" Jedan kritičar pišući za World Film Directors je istaknuo: "Film Ponoćni ekspres je nasilnički, ispunjen nacionalnom mržnjom od bilo čega drugoga što sam do sada gledao".
David Denby iz New Yorka kritizirao je film kao "anti-turski; uopće ne zagovara prava zatvorenika ili protestira protiv zatvorskih uvjeta." Također je istaknuo da su svi Turci u filmu - čuvari i zatvorenici - prikazani kao "gubitnici" i "svinje" te da su "bez iznimke svi Turci prikazani kao degenerativne, glupe, aljkave osobe."

## Naslijeđe filma
Na popularnoj internetskoj stranici YouTube pojavio se amaterski intervju s Hayesom koji je snimljen tijekom filmskog festivala u Cannesu 1999. godine, a u kojem on govori o svojim iskustvima i izražava razočaranje filmskom adaptacijom. U članku kojeg je napisao za Seattle Post-Intelligencer, Hayes je istaknuo da film "opisuje sve Turke kao monstrume".
Kada je posjetio Tursku 2004. godine, scenarist filma Oliver Stone (koji je za scenarij nagrađen prestižnom nagradom Oscar) službeno se ispričao zbog načina na koji su Turci prikazani u filmu. U konačnici "se ispričao zbog igranja s istinom."
Redatelj Alan Parker, scenarist Oliver Stone i Billy Hayes pozvani su kao počasni gosti na posebnu projekciju filma sa zatvorenicima u zatvoru Döşemealtıas u listopadu 2010. godine.

## Nagrade i nominacije

### Oscar
Film Ponoćni ekspres imao je 6 nominacija za prestižnu nagradu Oscar, a osvojio je dvije nagrade:
- Najbolji adaptirani scenarij - Oliver Stone
- Najbolja originalna glazba - Giorgio Moroder
- Najbolji film - Alan Marshall i David Puttnam
- Najbolji redatelj - Alan Parker
- Najbolji sporedni glumac - John Hurt
- Najbolja montaža -  Gerry Hambling

### Zlatni globus
Film Ponoćni ekspres imao je 8 nominacija za nagradu Zlatni globus, a osvojio je šest nagrada:
- Najbolji film (drama)
- Najbolji scenarij - Oliver Stone
- Najbolji sporedni glumac - John Hurt
- Najbolja originalna glazba - Giorgio Moroder
- Najbolji muški glumački debitant - Brad Davis
- Najbolja ženska glumačka debitantica - Irene Miracle
- Najbolji redatelj - Alan Parker
- Najbolji glumac (drama) - Brad Davis

### BAFTA
Film Ponoćni ekspres imao je 6 nominacija za britansku nagradu BAFTA, a osvojio je tri nagrade:
- Najbolji redatelj - Alan Parker
- Najbolji sporedni glumac - John Hurt
- Najbolja montaža - Gerry Hambling
- Najbolji film
- Najbolji glumac - Brad Davis
- Najveća glumačka nada - Brad Davis

Film se 1978. godine nalazio u službenoj konkurenciji filmskog festivala u Cannesu.

## Vanjske poveznice
- Ponoćni ekspres u internetskoj bazi filmova IMDb-a
- Midnight Express truth revealed by Alinur (Part 1 – Part 2): Intervju s Hayesom u vezi filma na YouTubeu.
- Scenarij filma autora Olivera Stonea (pdf)